# Petar Musa
Petar Musa (Zágráb, 1998. március 4. –) horvát válogatott labdarúgó, az amerikai Dallas csatára.

## Pályafutása

### Klubcsapatokban
Musa a horvát fővárosban, Zágrábban született. Az ifjúsági pályafutását a helyi Hrvatski Dragovoljac csapatában kezdte, majd az NK Zagreb akadémiájánál folytatta.
2015-ben mutatkozott be az NK Zagreb első osztályban szereplő felnőtt keretében. 2017-ben az Inter-Zaprešićhez, majd a cseh Slavia Prahához igazolt. 2017 és 2022 között kölcsönben szerepelt a Viktoria Žižkov, a Slovan Liberec, a német Union Berlin és a portugál Boavista csapatában is. A 2019–20-as szezonban szerzett 31 mérkőzésen szerzett 14 góljával elnyerte a cseh első osztály gólkirályi címét. 2022 nyarán a Benfica szerződtette. 2024. február 1-jén négyéves szerződést kötött az észak-amerikai első osztályban érdekelt Dallas együttesével. Először a 2024. március 3-ai, Montréal ellen hazai pályán 2–1-es vereséggel zárult mérkőzésen lépett pályára és egyben megszerezte első gólját is a klub színeiben.

### A válogatottban
Musa az U18-as és az U21-es korosztályú válogatottakban is képviselte Horvátországot.
2023-ban debütált a felnőtt válogatottban. Először a 2023. március 25-ei, Wales ellen 1–1-es döntetlennel zárult EB-selejtező 53. percében, Marko Livajat váltva lépett pályára.

## Statisztikák
2024. augusztus 1. szerint

| Klub                         | Szezon   | Osztály           | Bajnokság | Bajnokság | Kupa  | Kupa | Nemzetközi | Nemzetközi | Összesen | Összesen |
| Klub                         | Szezon   | Osztály           | Meccs     | Gól       | Meccs | Gól  | Meccs      | Gól        | Meccs    | Gól      |
| ---------------------------- | -------- | ----------------- | --------- | --------- | ----- | ---- | ---------- | ---------- | -------- | -------- |
| NK Zagreb                    | 2015–16  | 1. HNL            | 6         | 0         | 0     | 0    | —          | —          | 6        | 0        |
| NK Zagreb                    | 2016–17  | 2. HNL            | 10        | 0         | 0     | 0    | —          | —          | 10       | 0        |
| Viktoria Žižkov (kölcsönben) | 2017–18  | Cseh Nemzeti Liga | 20        | 5         | 1     | 1    | —          | —          | 21       | 6        |
| Viktoria Žižkov (kölcsönben) | 2018–19  | Cseh Nemzeti Liga | 14        | 6         | 1     | 0    | —          | —          | 15       | 6        |
| Slovan Liberec (kölcsönben)  | 2018–19  | 1. Liga           | 10        | 0         | 1     | 0    | —          | —          | 11       | 0        |
| Slovan Liberec (kölcsönben)  | 2019–20  | 1. Liga           | 17        | 7         | 3     | 1    | —          | —          | 20       | 8        |
| Slavia Praha                 | 2019–20  | 1. Liga           | 14        | 7         | 0     | 0    | —          | —          | 14       | 7        |
| Slavia Praha                 | 2020–21  | 1. Liga           | 14        | 4         | 1     | 0    | 6          | 0          | 21       | 4        |
| Slavia Praha                 | 2021–22  | 1. Liga           | 2         | 0         | 0     | 0    | 2          | 0          | 4        | 0        |
| Union Berlin (kölcsönben)    | 2020–21  | Bundesliga        | 14        | 1         | 0     | 0    | —          | —          | 14       | 1        |
| Boavista (kölcsönben)        | 2021–22  | Liga Portugal     | 27        | 11        | 4     | 1    | —          | —          | 31       | 12       |
| Benfica                      | 2022–23  | Liga Portugal     | 30        | 7         | 5     | 2    | 6          | 2          | 41       | 11       |
| Benfica                      | 2023–24  | Liga Portugal     | 14        | 5         | 5     | 1    | 6          | 0          | 25       | 6        |
| Dallas                       | 2024     | MLS               | 23        | 13        | 2     | 1    | 2          | 0          | 27       | 14       |
| Összesen                     | Összesen | Összesen          | 215       | 66        | 23    | 7    | 22         | 2          | 260      | 75       |

### A válogatottban
| Válogatott   | Év       | Pályára lépés | Gól |
| ------------ | -------- | ------------- | --- |
| Horvátország | 2023     | 6             | 0   |
| Összesen     | Összesen | 6             | 0   |

## Sikerei, díjai
Slavia Praha
- 1. Liga
  - Bajnok (2): 2019–20, 2020–21

- Cseh Kupa
  - Győztes (1): 2020–21

Benfica
- Liga Portugal
  - Bajnok (1): 2022–23

- Portugál Szuperkupa
  - Győztes (1): 2023

Horvát válogatott
- UEFA Nemzetek Ligája
  - Ezüstérmes (1): 2022–23

Egyéni
- A cseh első osztály gólkirálya: 2019–20 (14 góllal)
- 1. Liga – Az Év Csatára: 2019–20
- MLS All-Stars: 2024